# Garrot (anatomie)
Pour les articles homonymes, voir Garrot (homonymie).

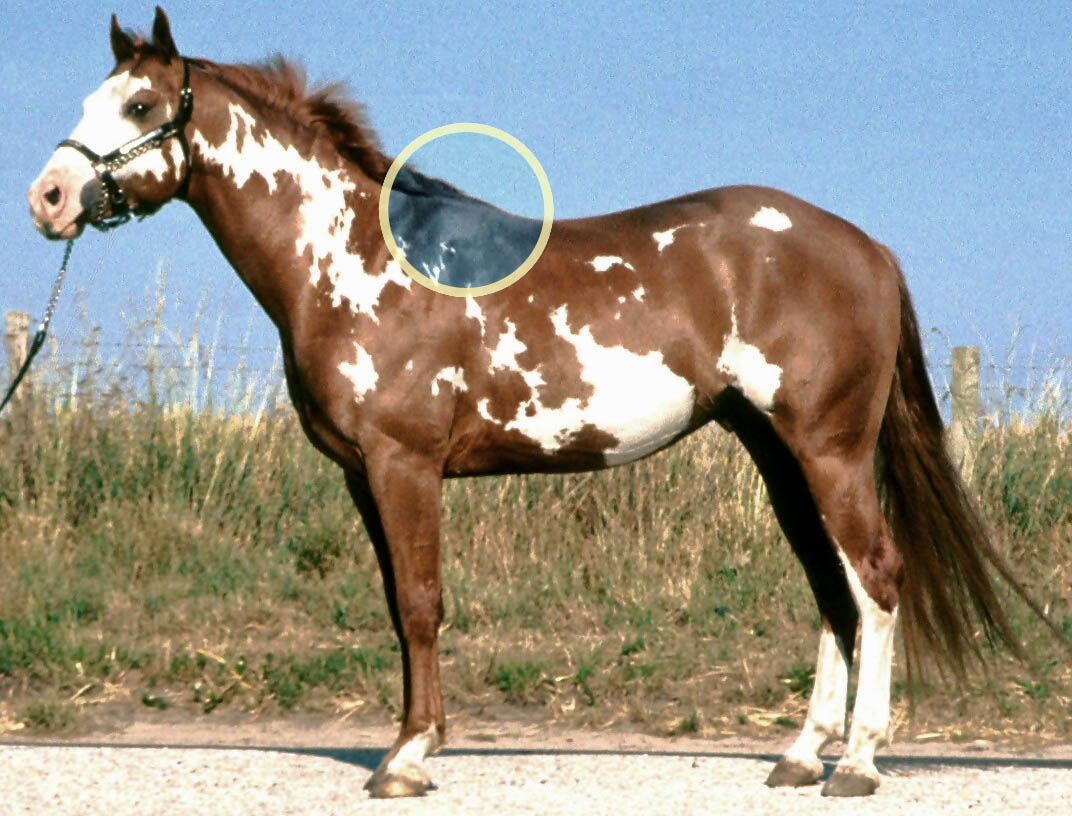
Emplacement du garrot chez un cheval

Le garrot est, chez les animaux quadrupèdes, une zone du corps située sur le dessus, à la jonction du cou et du dos. La distance du garrot au sol, appelée hauteur au garrot, est le standard de taille d'un certain nombre de quadrupèdes, notamment les chevaux et les chiens. On la mesure en plaçant la toise à l'arrière de la jambe (la patte avant).
Chez le cheval, le garrot est une zone sensible qu'il convient de protéger de tous frottements par l'utilisation d'une selle adaptée, faute de quoi le cheval aura des douleurs et ne se musclera pas correctement le dos. Chez les bovins, le test du réflexe du garrot est une manière de déterminer l'existence d'un problème d'ordre gastrique.

## Étymologie et terminologie
Le mot est employé le plus souvent pour les équidés. Il est attesté en langue française dès 1444, dans un document vétérinaire, sous la forme « gerrot ». Il apparaît en 1549 sous sa forme actuelle. « Garrot » semble provenir du gaulois « garra » qui désigne le jarret, une partie de la jambe. Le garrot est la « partie du corps située au-dessus de l'épaule et qui prolonge l'encolure ».

## Description

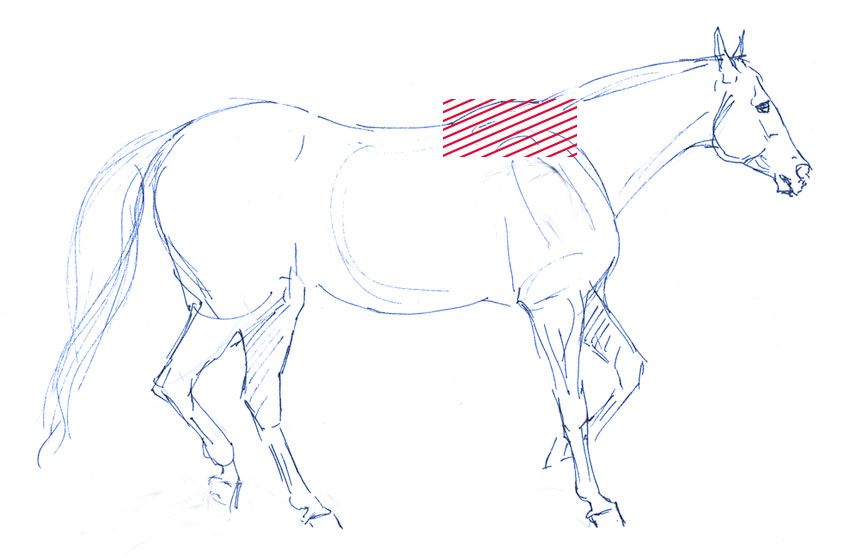
Zone correspondant au garrot chez le cheval.

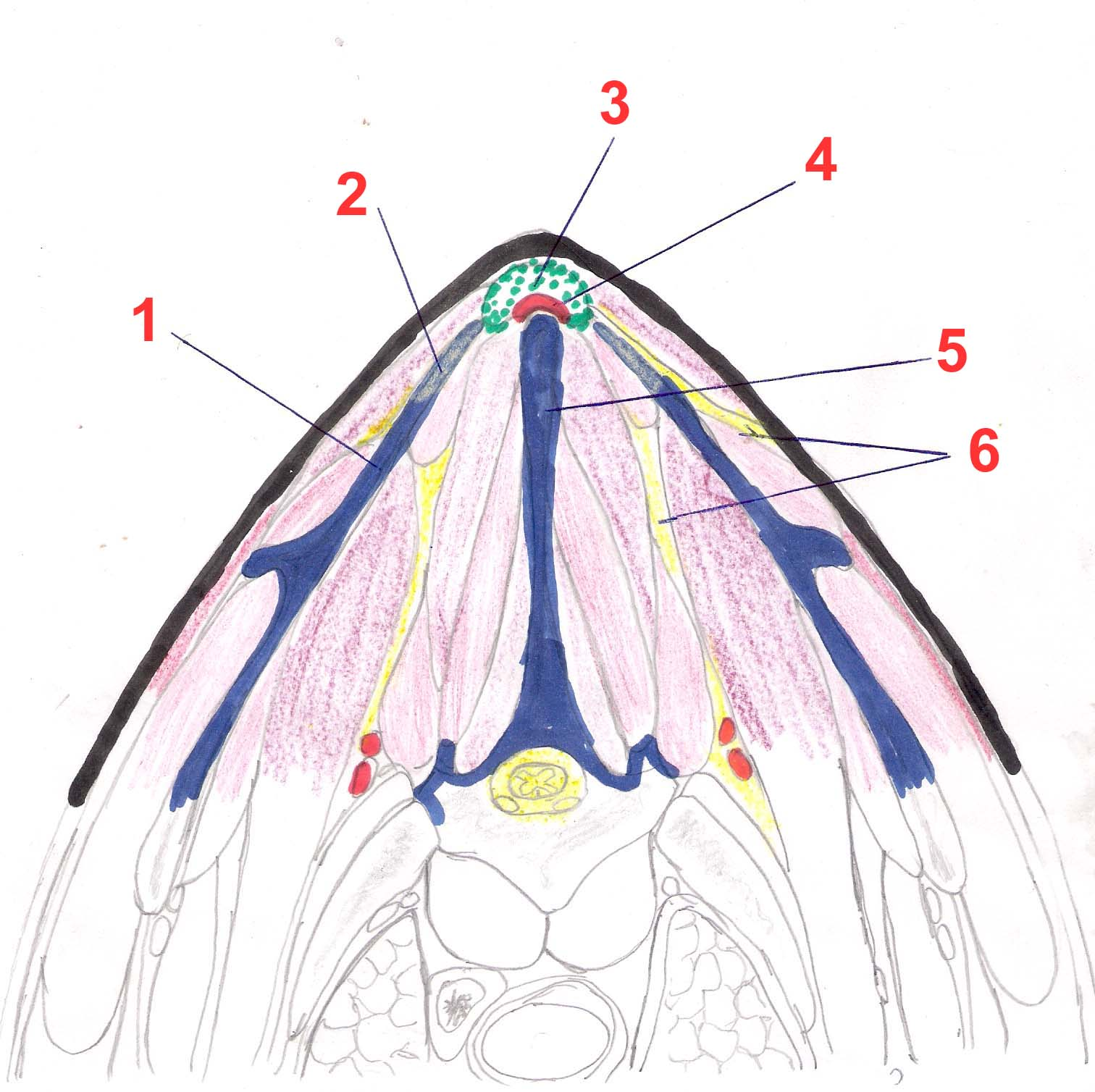
Anatomie du garrot d'un cheval

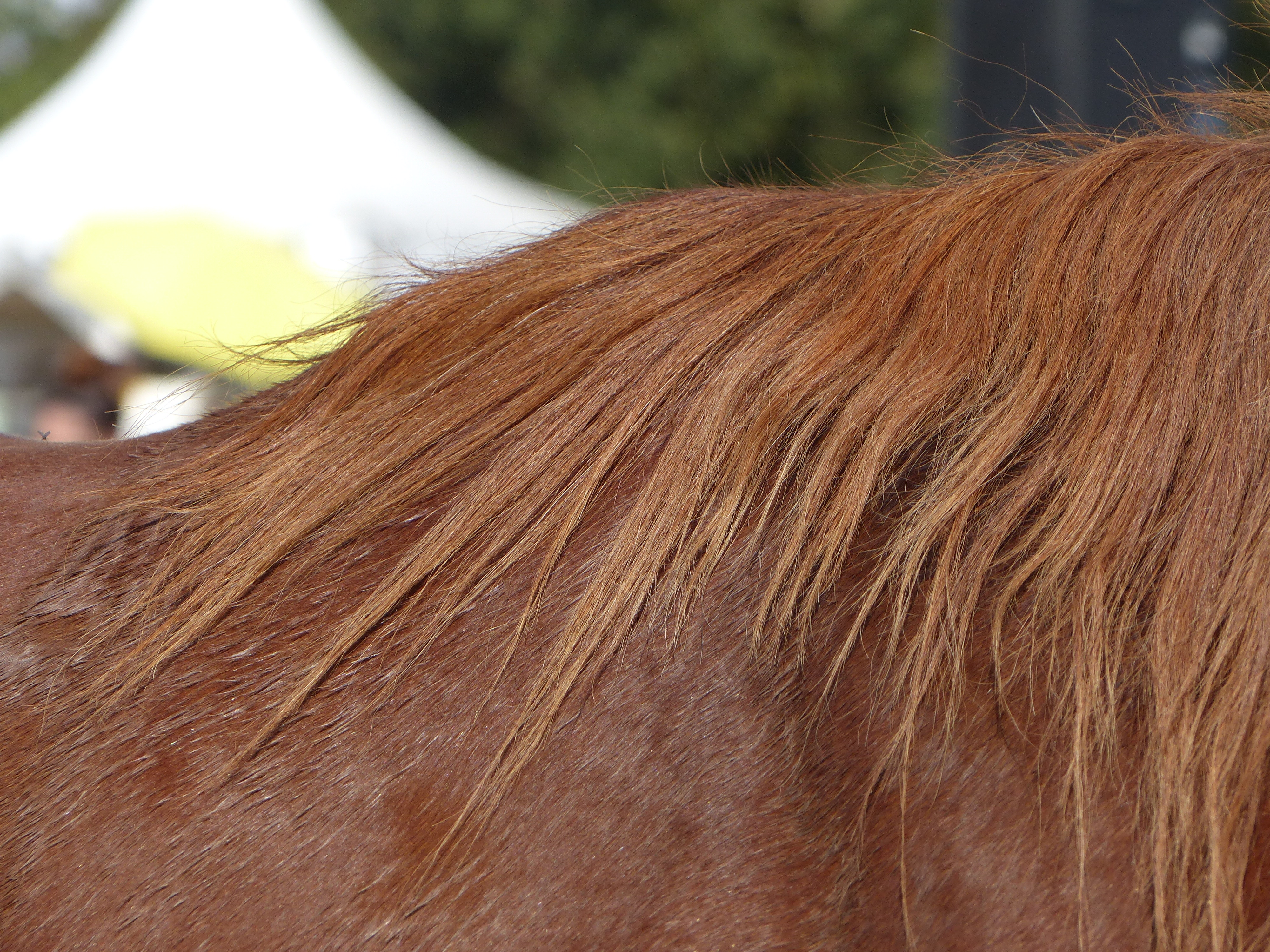
Garrot d'une jument bretonne.

Sont constitutifs du garrot d'un équidé, représentés sur le schéma ci-contre à droite : 
1. 1. l'omoplate ;
2. 2. le cartilage terminal de l'omoplate ;
3. 3. le ligament cervical ;
4. 4. la bourse séreuse du garrot ;
5. 5. l'apophyse épineuse de la vertèbre dorsale ;
6. 6. le tissu conjonctif.

La conformation du garrot est très importante pour déterminer s'il est possible d'harnacher un équidé. Par exemple, les zèbres ont un garrot très bas, ce qui rend extrêmement difficile la tenue d'une selle en place. Les chevaux et les bovins apprécient d'être grattés à cet endroit : cela peut constituer une manière d'approcher un animal peu sociabilisé en limitant les risques. Chez les bovins, il est conseillé de commencer à gratter la base de la queue puis de remonter le long du dos jusqu'au garrot.

## Mesures de taille au garrot
Classiquement, le garrot est utilisé comme référent pour mesurer la taille (on parle alors de taille au garrot) de nombreux quadrupèdes, notamment les chiens, équidés, bovins, ovins... L'avantage d'une mesure au garrot est d'obtenir une taille fixe, beaucoup plus fiable par exemple que la hauteur au niveau de la tête, qui peut varier avec l'inclinaison de celle-ci.

## Maladies et prévention
L'hygroma du garrot, ou « mal de garrot », est provoqué par le frottement de la selle sur cette région de l'anatomie équine. Il peut être dû à une mauvaise adaptation de la selle au cheval qui la porte, à un oubli de dégarroter (le cavalier doit tirer sur le tapis de selle afin que ce dernier recouvre le garrot mais sans y être plaqué avec des plis ou de manière trop ferme, pour éviter tout frottement), ou simplement à une mauvaise assiette ou un poids trop élevé du cavalier, provoquant un frottement entre le garrot et le matériel.

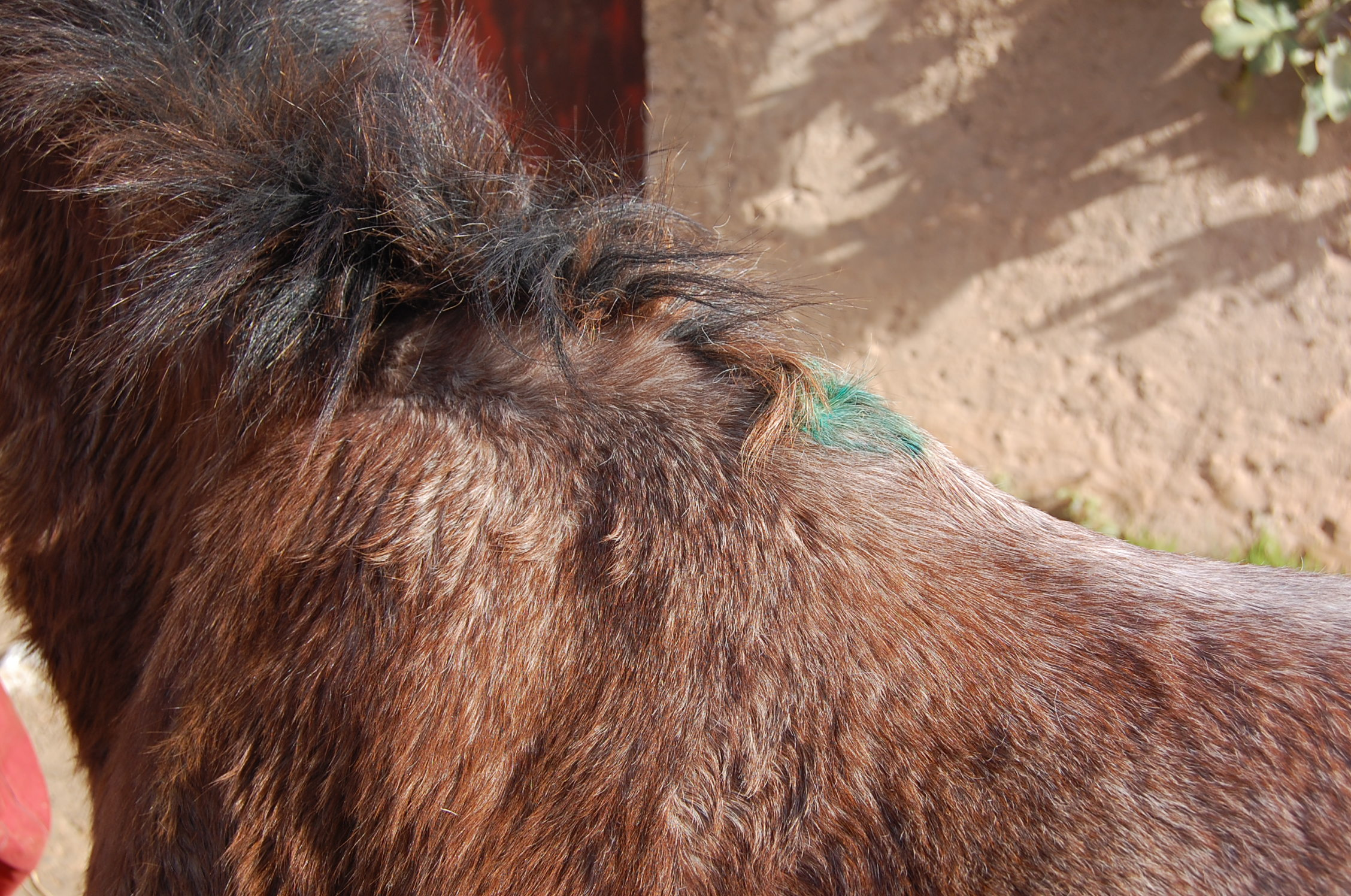
Début de l'inflammation
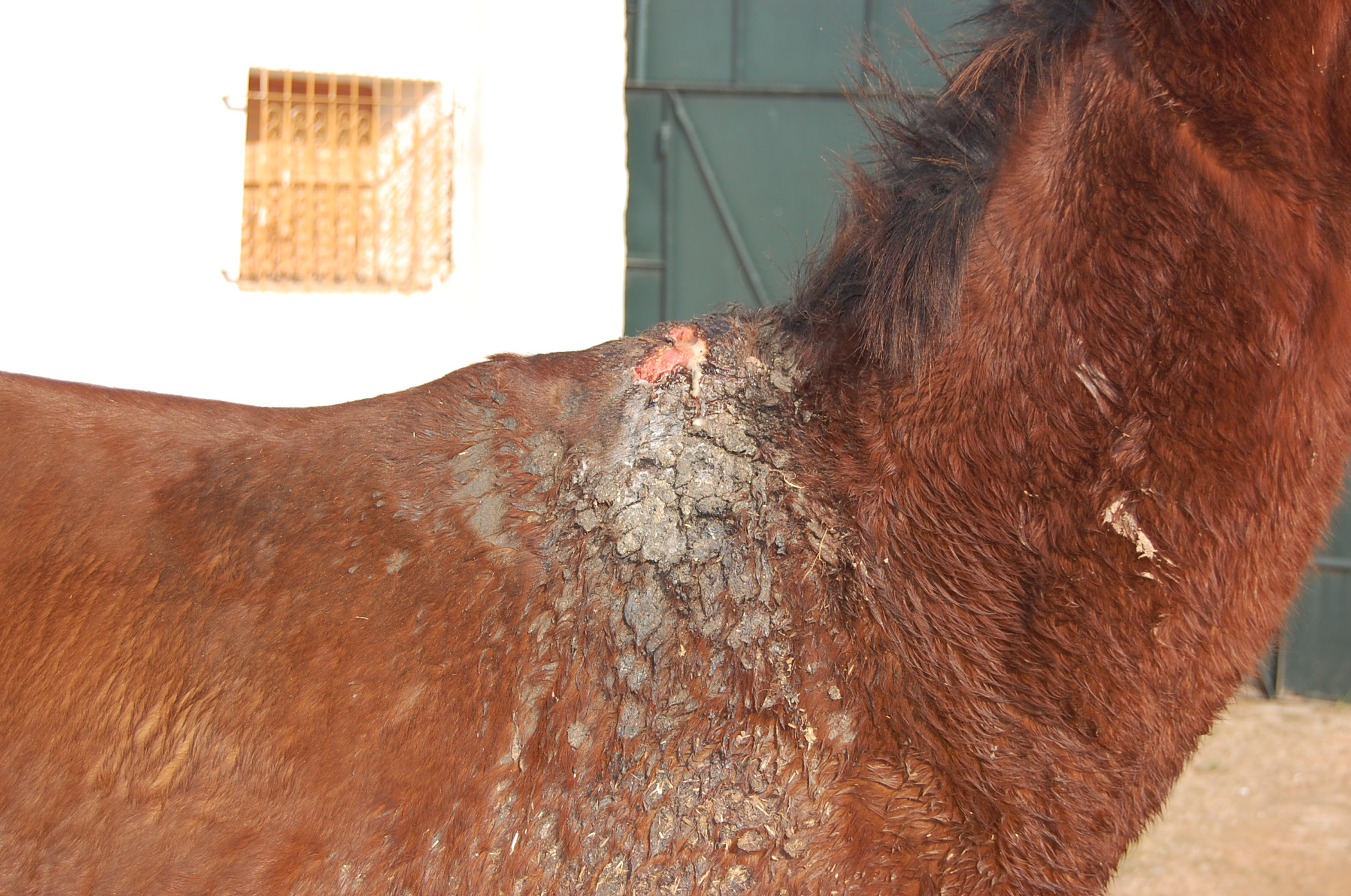
Fistule de 20 jours
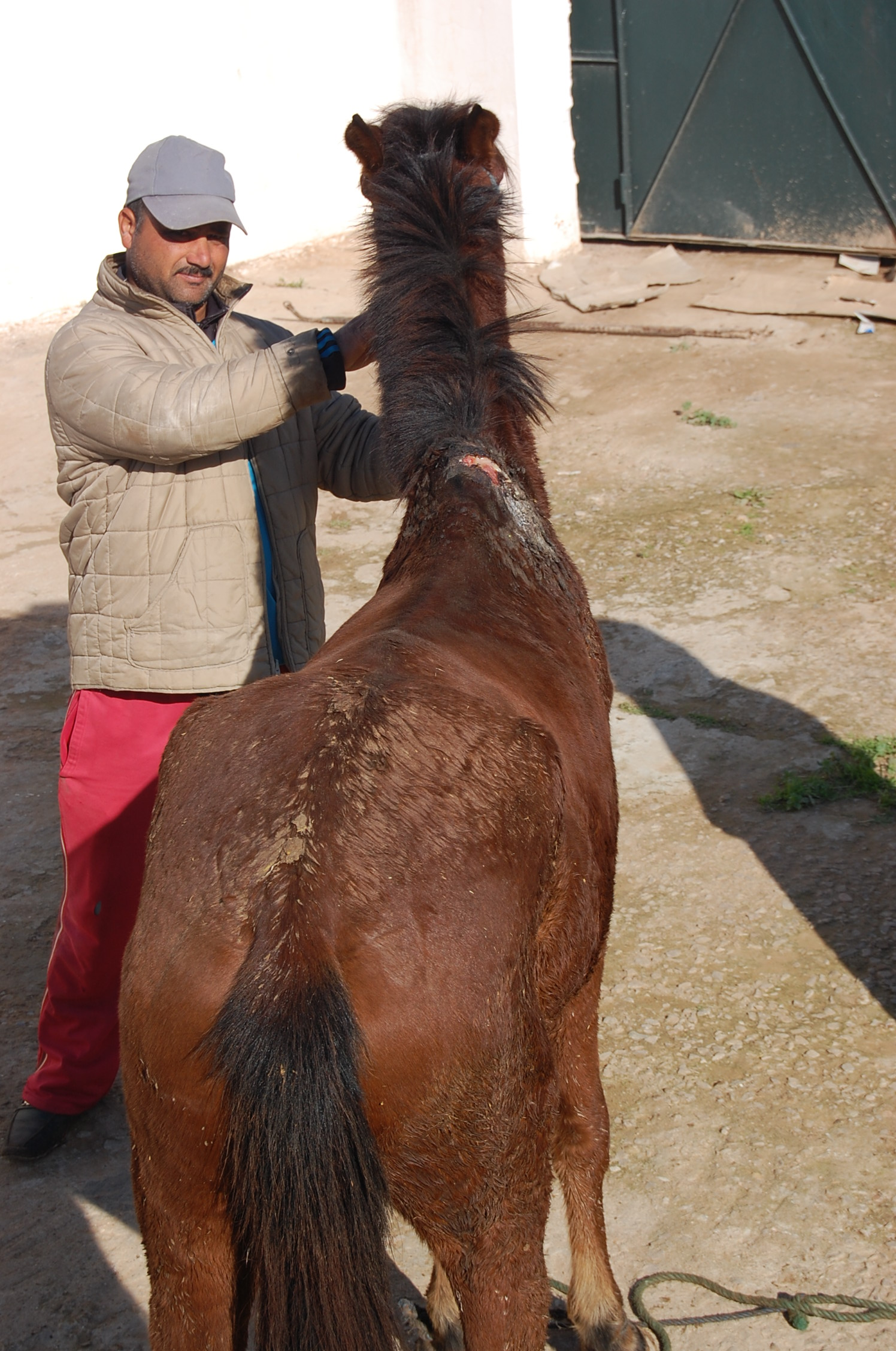
Fistule de 20 jours
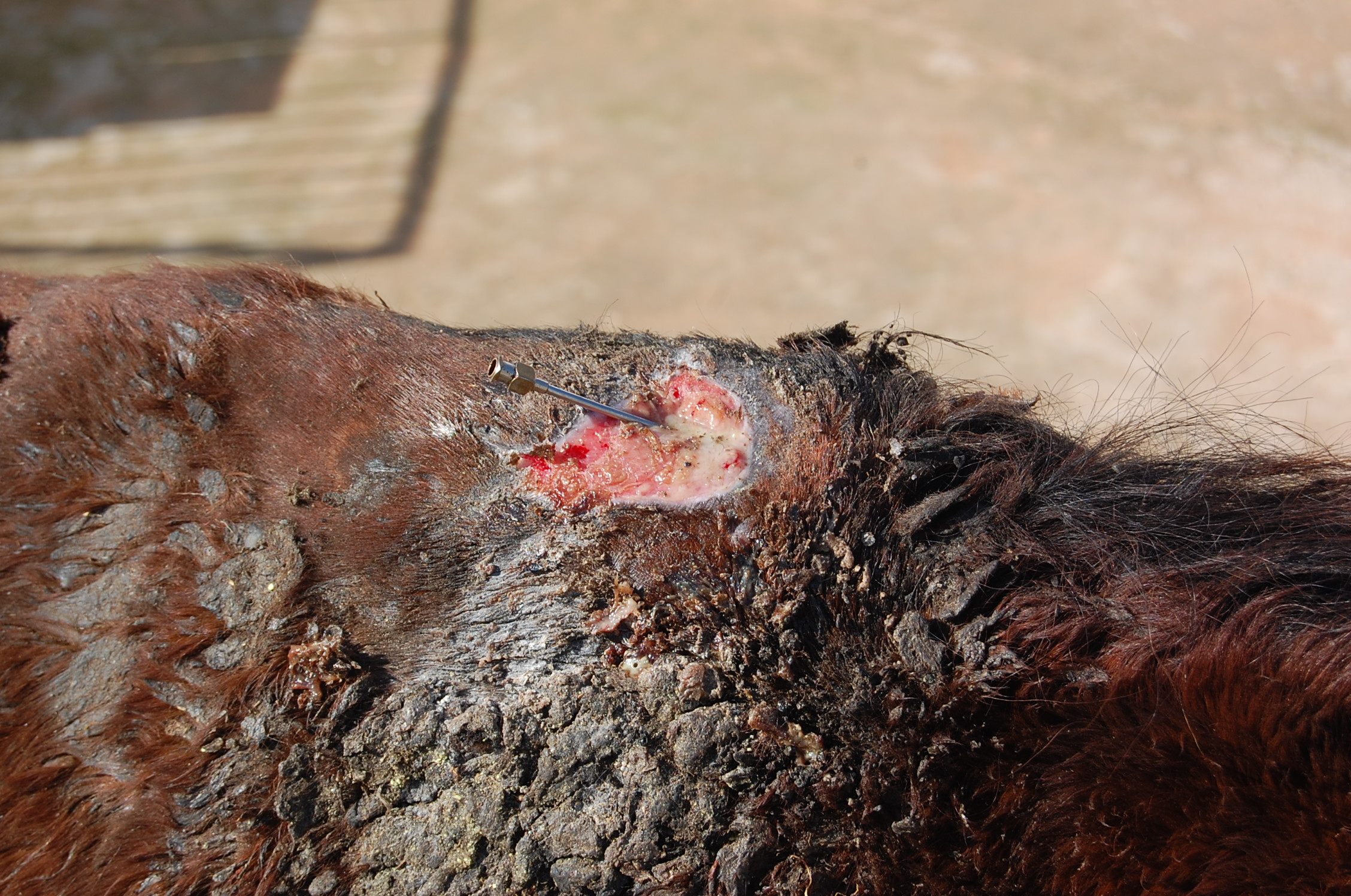
Première exploration de la fistule
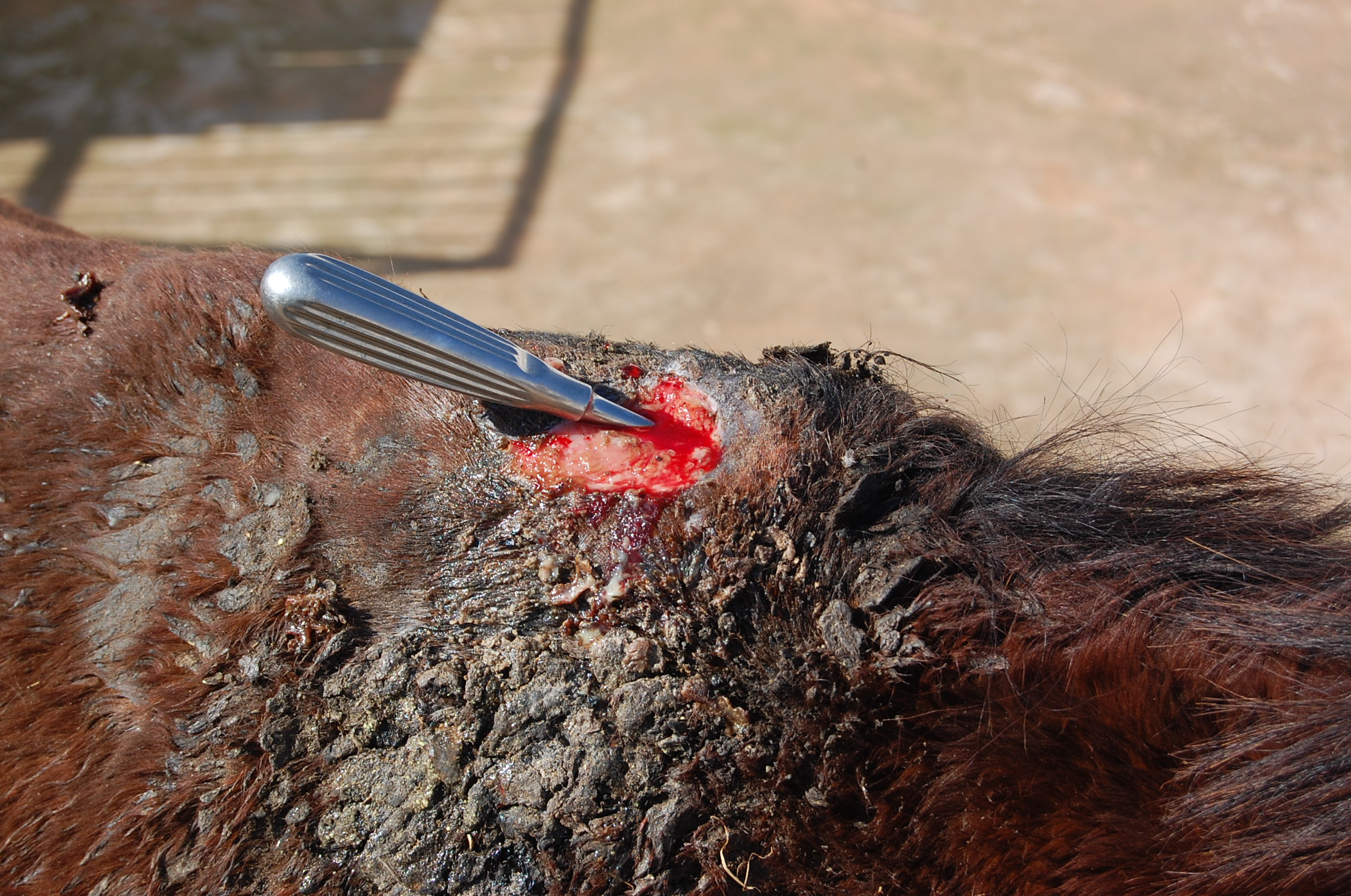
Exploration de la fistule : 8 cm de profondeur

 Contrairement à ce qui apparaît sur les deux dernières photos, il convient de bien nettoyer les alentours de la fistule avant toute exploration.
S'il évolue en fistule, le mal de garrot devient difficile à guérir c'est pour cela que l'ont doit le soigner  car l'infiltration du pus vers le ligament cervical et les muscles sous-jacents rend le drainage impossible, et la stérilisation très difficile. Dans les cas les plus graves, le mal de garrot peut atteindre l'os et causer la mort de l'animal. S'il n'est pas trop avancé, un repos de quelques jours suffit en général à le guérir. Un massage et une vérification de l'état du garrot et du dos après chaque séance sellée est conseillé afin de prévenir l'apparition de tout problème.

## Réflexe du garrot en sémiologie bovine

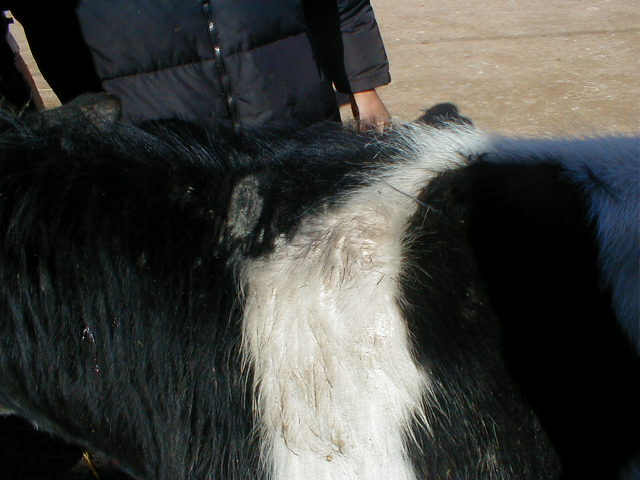
Emplacement du garrot d'un veau

Chez les bovins domestiques, le pincement du garrot (dit « épreuve du garrot » ou « réflexe du garrot ») permet de déterminer si l'animal est bien portant. Il est réalisé en pinçant les apophyses épineuses du bovin en arrière du garrot. Normalement, le réflexe provoque l'incurvation du dos. Le bovin refusera de s’incurver s’il souffre de tensions douloureuses dans le rumen, y compris d'une péritonite ou d'une pleurésie.